# Hautot-sur-Seine
Hautot-sur-Seine est une commune française située dans le département de la Seine-Maritime en région Normandie.
Elle fait partie du parc naturel régional des Boucles de la Seine normande.

## Géographie

### Localisation
Le village est situé sur la rive droite de la Seine, au sud de la forêt de Roumare.
Jusqu'en 2015, la commune faisait partie du canton de Grand-Couronne.

### Hydrographie
La commune est située dans le bassin Seine-Normandie. Elle n'est drainée par aucun cours d'eau,.

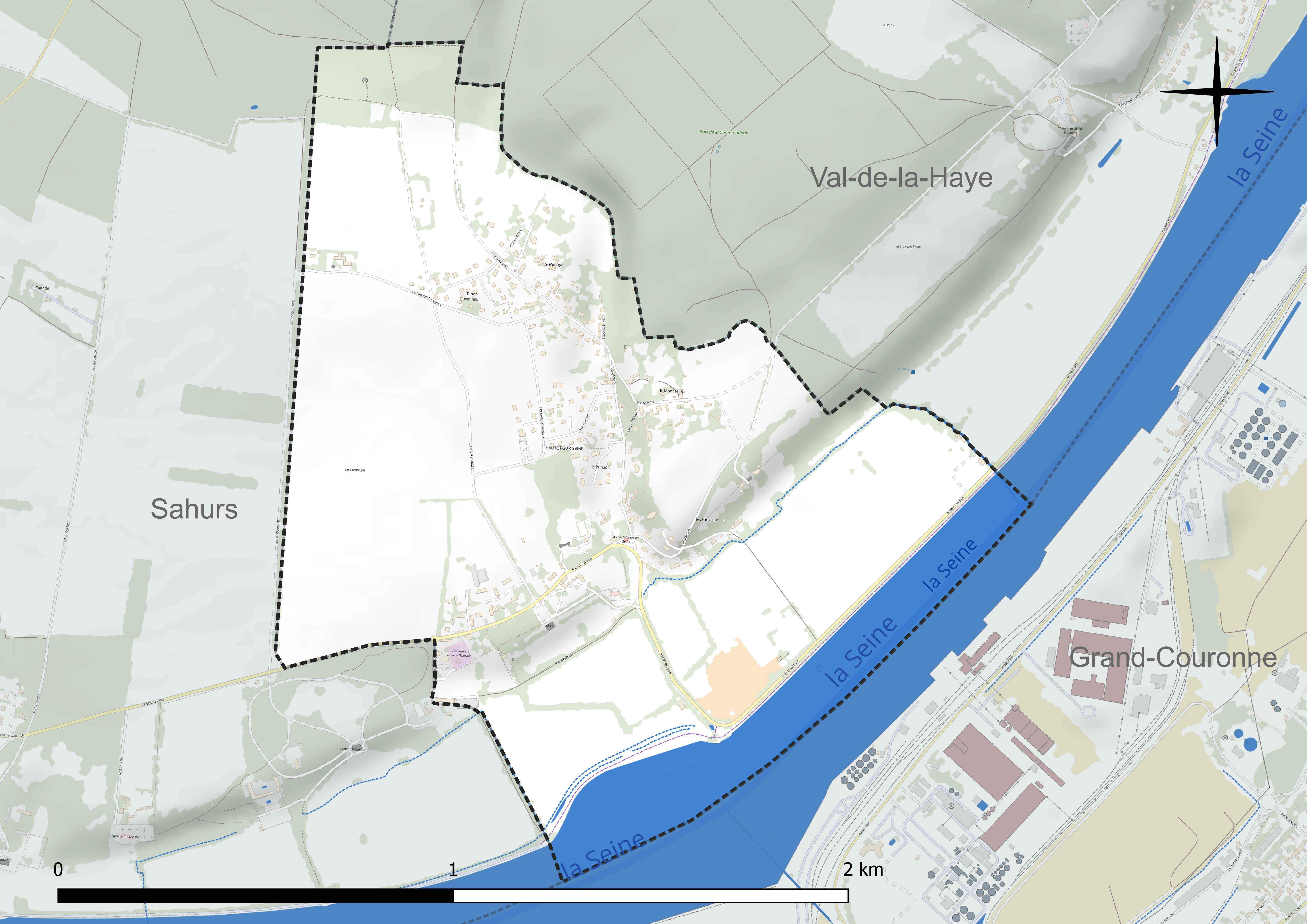
Réseau hydrographique de Hautot-sur-Seine.

### Climat
Pour des articles plus généraux, voir Climat de la Normandie et Climat de la Seine-Maritime.
En 2010, le climat de la commune est de type climat océanique dégradé des plaines du Centre et du Nord, selon une étude du CNRS s'appuyant sur une série de données couvrant la période 1971-2000. En 2020, Météo-France publie une typologie des climats de la France métropolitaine dans laquelle la commune est exposée à un climat océanique et est dans la région climatique Côtes de la Manche orientale, caractérisée par un faible ensoleillement (1 550 h/an) ; forte humidité de l’air (plus de 20 h/jour avec humidité relative > 80 % en hiver), vents forts fréquents. Parallèlement le GIEC normand, un groupe régional d’experts sur le climat, différencie quant à lui, dans une étude de 2020, trois grands types de climats pour la région Normandie, nuancés à une échelle plus fine par les facteurs géographiques locaux. La commune est, selon ce zonage, exposée à un « climat contrasté des collines », correspondant au Pays d’Auge, Lieuvin et Roumois, moins directement soumis aux flux océaniques et connaissant toutefois des précipitations assez marquées en raison des reliefs collinaires qui favorisent leur formation.
Pour la période 1971-2000, la température annuelle moyenne est de 10,9 °C, avec une amplitude thermique annuelle de 12,8 °C. Le cumul annuel moyen de précipitations est de 803 mm, avec 12 jours de précipitations en janvier et 8,1 jours en juillet. Pour la période 1991-2020, la température moyenne annuelle observée sur la station météorologique la plus proche, située sur la commune de Rouen à 13 km à vol d'oiseau, est de 12,6 °C et le cumul annuel moyen de précipitations est de 817,9 mm,. Pour l'avenir, les paramètres climatiques de la commune estimés pour 2050 selon différents scénarios d’émission de gaz à effet de serre sont consultables sur un site dédié publié par Météo-France en novembre 2022.

## Urbanisme

### Typologie
Au 1er janvier 2024, Hautot-sur-Seine est catégorisée commune rurale à habitat dispersé, selon la nouvelle grille communale de densité à sept niveaux définie par l'Insee en 2022.
Elle est située hors unité urbaine. Par ailleurs la commune fait partie de l'aire d'attraction de Rouen, dont elle est une commune de la couronne,. Cette aire, qui regroupe 317 communes, est catégorisée dans les aires de 200 000 à moins de 700 000 habitants,.

### Occupation des sols

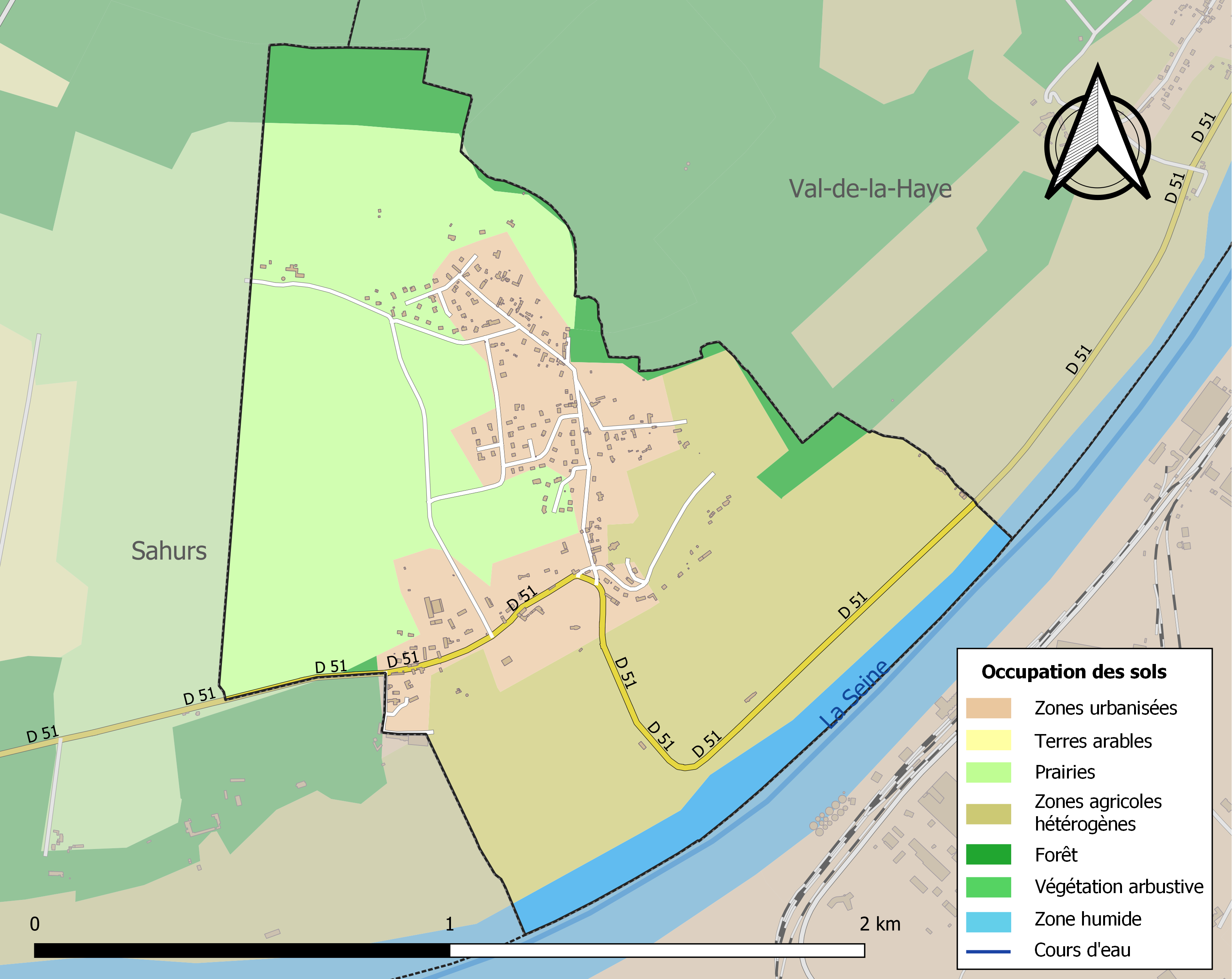
Carte des infrastructures et de l'occupation des sols de la commune en 2018 (CLC).

L'occupation des sols de la commune, telle qu'elle ressort de la base de données européenne d’occupation biophysique des sols Corine Land Cover (CLC), est marquée par l'importance des territoires agricoles (71,2 % en 2018), une proportion identique à celle de 1990 (71,2 %). La répartition détaillée en 2018 est la suivante : 
prairies (35,7 %), zones agricoles hétérogènes (35,5 %), zones urbanisées (17,2 %), forêts (5,8 %), eaux continentales (5,8 %). L'évolution de l’occupation des sols de la commune et de ses infrastructures peut être observée sur les différentes représentations cartographiques du territoire : la carte de Cassini (XVIIIe siècle), la carte d'état-major (1820-1866) et les cartes ou photos aériennes de l'IGN pour la période actuelle (1950 à aujourd'hui).

### Voies de communication et transports
Les ponts les plus proches permettant de traverser la Seine sont, vers l'amont, le pont Gustave-Flaubert à Rouen et, vers l'aval, le pont de Brotonne à Caudebec-en-Caux. Les bacs les plus proches sont ceux du Val-de-la-Haye et de Sahurs.

## Toponymie
Le nom de la commune est d'origine anglo-scandinave ; il est mentionné sous la forme Hotot en 1240, Hotot supra Secanam en 1337.
Il s'agit d'un composé du vieil anglais hoh « escarpement rocheux, déclivité, rivage » (cf. le Hou)  et du norrois topt « emplacement, site constructible » et signifiant « maison sur la pente » ou « sur le rivage escarpé ». La belle maison des Farceaux serait construite sur l'emplacement primitif.
Ce nom est homonyme des innombrables Hautot et Hotot de Normandie.
Correspond à Huttoft (Angleterre, Lincolnshire, Hotoft fin XIe siècle).
Le complément -sur-seine apparaît en 1337 sous la forme Hotot supra Secanam.

## Histoire
Cure dépendant directement du roi de France jusqu'à la Révolution ; le curé d'Hautot avait le privilège de célébrer des mariages sans l'autorisation des parents. L'église paroissiale est devenue chapelle du château à la fin de la Révolution.
Un châtelain, sous Louis XVI, tua d'un coup de fusil un couvreur sur le toit de son château ; l'affaire fit grand bruit à la cour de Versailles.
Ces deux légendes rapportées par l'abbé Cochet ne sont pas corroborées par des écrits que ce soit sur les actes de mariage et les biographies des propriétaires du château.
Les curés d'Hautot-sur-Seine sont successivement : François Toustain jusqu'en 1682, Jacques de Conty de 1683 à 1713, Charles de Conty de 1713 à 1740, Pierre Le Cointe de 1740 à 1764, Charles Hue de la Mêlièse de 1765 à 1775 et Nicolas Dominique Dehaye de 1775 à la Révolution.
Sous le mandat du maire Louis Lézurier de La Martel, la commune s'est agrandie en 1822 en annexant, aux dépens de Val-de-la-Haye, le hameau du Rouage, ancienne dépendance de la commanderie de Sainte-Vaubourg.
La commune fait désormais partie du parc naturel régional des Boucles de la Seine normande, ainsi que de la Métropole Rouen Normandie.

## Politique et administration

### Liste des maires
| Période                                  | Période       | Identité                    | Étiquette | Qualité                                                              |
| ---------------------------------------- | ------------- | --------------------------- | --------- | -------------------------------------------------------------------- |
| Les données manquantes sont à compléter. |               |                             |           |                                                                      |
| 1790                                     | 1793          | Charles Lecomte             |           |                                                                      |
| 1793                                     | 1795          | Jean-Antoine Paquet         |           | de 1795 à 1800 administrée au sein du canton de Canteleu             |
| 1800                                     | 1806          | Nicolas Dominique Dehaye    |           | Ancien curé                                                          |
| 1806                                     | 1808          | Adrien Duménil              |           |                                                                      |
| 1808                                     | 1821          | Jean Véry Delapierre        |           | chevalier de la Légion d'honneur en 1814                             |
| 1821                                     | 1840          | Louis Lézurier de La Martel |           | Ancien maire de Rouen, Officier de la Légion d'honneur en 1804       |
| 1841                                     | 1844          | Charles Mazier              |           | Refuse de prêter serment en 1840[réf. nécessaire]                    |
| 1844                                     | 1846          | Pierre Lemoine              |           |                                                                      |
| 1846                                     | 1866          | Louis Duménil               |           |                                                                      |
| 1866                                     | 1880          | Germain Pierre-Séréville    |           | juge honoraire au tribunal civil de première instance de Rouen       |
| 1881                                     | 1902          | Hippolyte Poullard          |           |                                                                      |
| 1902                                     | mai 1945      | Georges Poullard (père)     |           | Chevalier de la Légion d'honneur en 1937                             |
| mai 1945                                 | octobre 1947  | Adolphe Corbran             |           |                                                                      |
| ctobre 1947                              | mars 1971     | Georges Poullard (fils)     |           |                                                                      |
| mars 1971                                | mars 1983     | Maurice Brunel              |           |                                                                      |
| mars 1983                                | 1997          | Jean-Claude Martel-Baussant |           | Chevalier de la Légion d'honneur en 1995                             |
| 1997                                     | mars 2001     | Louis Thillaye du Boullay   |           |                                                                      |
| mars 2001                                | mars 2008     | Bruno Arriaga               |           |                                                                      |
| mars 2008                                | juin 2010     | Alain Gaudefroy-Demombynes  |           | Démissionnaire, conseiller municipal subdélégué à Nantes (1977-1983) |
| 2010                                     | mai 2020      | Jean-Bernard Seille         |           | Fonctionnaire de catégorie A                                         |
| mai 2020,                                | décembre 2024 | Jean-Louis Roussel          |           | Enseignant à l’université de Rouen Démissionnaire                    |

## Population et société

### Démographie
L'évolution du nombre d'habitants est connue à travers les recensements de la population effectués dans la commune depuis 1793. Pour les communes de moins de 10 000 habitants, une enquête de recensement portant sur toute la population est réalisée tous les cinq ans, les populations de référence des années intermédiaires étant quant à elles estimées par interpolation ou extrapolation. Pour la commune, le premier recensement exhaustif entrant dans le cadre du nouveau dispositif a été réalisé en 2004.

En 2022, la commune comptait 395 habitants, en évolution de −5,95 % par rapport à 2016 (Seine-Maritime : +0,35 %, France hors Mayotte : +2,11 %).
| 1793 | 1800 | 1806 | 1821 | 1831 | 1836 | 1841 | 1846 | 1851 |
| ---- | ---- | ---- | ---- | ---- | ---- | ---- | ---- | ---- |
| 224  | 198  | 193  | 189  | 302  | 265  | 278  | 253  | 251  |

| 1856 | 1861 | 1866 | 1872 | 1876 | 1881 | 1886 | 1891 | 1896 |
| ---- | ---- | ---- | ---- | ---- | ---- | ---- | ---- | ---- |
| 223  | 192  | 187  | 188  | 194  | 197  | 172  | 182  | 181  |

| 1901 | 1906 | 1911 | 1921 | 1926 | 1931 | 1936 | 1946 | 1954 |
| ---- | ---- | ---- | ---- | ---- | ---- | ---- | ---- | ---- |
| 169  | 172  | 164  | 145  | 132  | 137  | 136  | 185  | 220  |

| 1962 | 1968 | 1975 | 1982 | 1990 | 1999 | 2004 | 2006 | 2009 |
| ---- | ---- | ---- | ---- | ---- | ---- | ---- | ---- | ---- |
| 206  | 207  | 223  | 278  | 360  | 352  | 355  | 346  | 364  |

| 2014 | 2019 | 2022 | - | - | - | - | - | - |
| ---- | ---- | ---- | - | - | - | - | - | - |
| 408  | 399  | 395  | - | - | - | - | - | - |

### Cultes
Hautot-sur-Seine appartient à la paroisse catholique Saint-Georges de Boscherville en Roumare qui fait partie du doyenné Rouen-Ouest de l'archidiocèse de Rouen.

## Culture locale et patrimoine

### Lieux et monuments

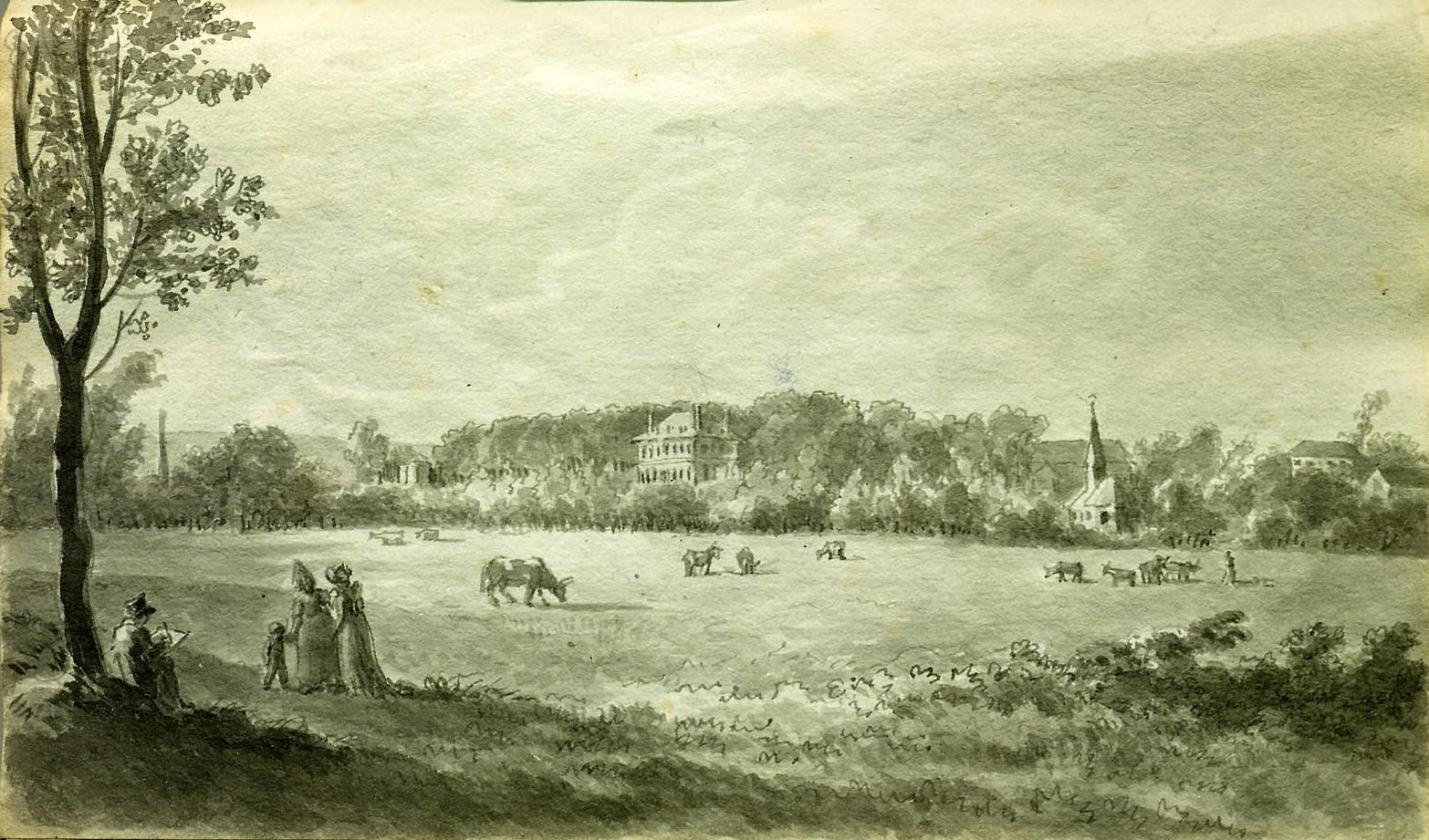
Hautot, dessin et lavis par Constance de La Martel, 1806 (coll. privée).

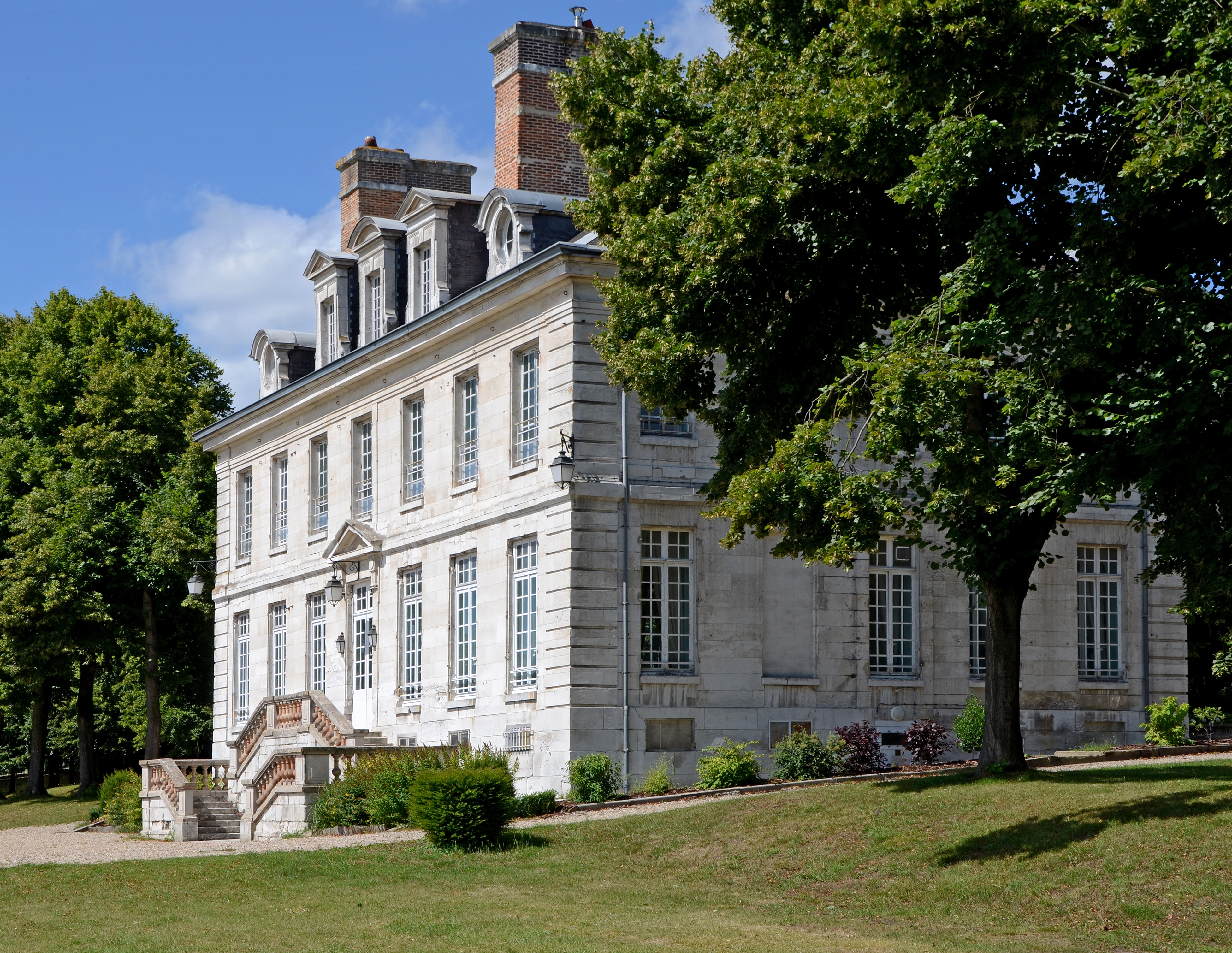
Château d'Hautot sur Seine.

- L’église paroissiale Saint-Antoine-et-Saint-Thibaud, du XVe siècle, possède des fragments des vitraux templiers du XIIIe siècle provenant de la chapelle détruite de la commanderie de Sainte-Vaubourg, au Val-de-la-Haye. Beau mobilier du XVIIIe siècle. Statues de saint Louis et de sainte Constance par Constance de la Martel, fille des châtelains, époque Empire. Ex-voto marin de Maurice Obselin, vers 1910. L'église fait l’objet d’un classement au titre des monuments historiques depuis le 4 mars 1935[24].
- Le château[25], exemple parfait du classicisme sous Louis XV, a été construit pour les Le Couteulx, puissante famille de finances de Rouen. Le riche mobilier a été transféré au château de Sainte-Vaubourg, voisin, au milieu du XIXe siècle (il a depuis peu été dispersé). Les lucarnes de la façade ont été remaniées au Second Empire. L'édifice a été attribué à la sous-préfecture après la Seconde Guerre mondiale, tandis que les espaces intérieurs étaient profondément modifiés. La commune est désormais propriétaire et loue l'ensemble pour des réceptions. À noter, faisant partie de l'ensemble, un pavillon de musique au bout de la terrasse, mais hélas dans un état de délabrement avancé.
- Le moulin du Temple, dont l'édifice originel, en bois, a disparu dans un incendie en 1813, a été remplacé vers 1970 par une tour en maçonnerie ; ce moulin appartenait aux templiers de la commanderie de Sainte-Vaubourg, sur la paroisse du Val-de-la-Haye.
- Le château des Farceaux, sur le coteau dominant la Seine, bel édifice du XIIe siècle, transformé en habitation à la Renaissance, servait de retraite aux religieux de l'Ordre de Malte occupant la commanderie de Sainte-Vaubourg.
- Le manoir du Lieu-Cadet, édifice composite des XVIIIe et XIXe siècles, domine le vallon où se situe la mairie.
- La grande maison du Mont Miré, de la fin du XVIIIe siècle, est un exemple de grande demeure bourgeoise.
- De belles maisons, dont les plus anciennes paraissent du XVIe siècle, sont à remarquer dans le hameau du Rouage.
- Un puits commun, ou puits banal, est à l'angle de la place de la Mairie.

### Personnalités liées à la commune
- Constance de La Pierre, fille des châtelains sous l'Empire, était une remarquable dessinatrice, élève de Jacques-Antoine-Marie Lemoine à Rouen; elle épousa Louis Lézurier, baron de La Martel, maire de Rouen et propriétaire du château de l'ancienne commanderie de Sainte-Vaubourg dans la commune voisine du Val-de-la-Haye. Ce dernier devint maire d'Hautot sous la Restauration.
- Félicie de Fauveau (1801-1886), artiste romantique au destin politique, était une petite-fille de M. et Mme de La Pierre, châtelains d'Hautot.
- Au milieu du XIXe siècle, le comte de Bailleul a eu de longs démêlés avec la commune au sujet d'un terrain situé devant le portail de sa propriété du Mont Miré ; la justice lui a donné raison.
- Le conseiller d'État Martial Bataille a été propriétaire du château d'Hautot de 1866 à sa mort en 1878.
- Joseph Simon du Perron, président de la Société générale de 1932 à 1940 a été le dernier propriétaire privé du château d'Hautot. Mort en 1942, il est enterré dans le parc dans une tombe en bordure de l'ancien cimetière.
- Maurice Gaudefroy-Demombynes, de l'Institut, dont l'œuvre est consacrée à l'islam et à sa civilisation, a écrit nombre de ses ouvrages au château des Farceaux.
- La comtesse de la Croix-Vaubois a réuni en 1954 au Mont Miré les mères des officiers prisonniers pendant la guerre d'Indochine.

### Héraldique
| Blason de Hautot-sur-Seine | Blason  | De gueules au chevron d’or, accompagné en chef de deux épis de blé du même et en pointe d’un trèfle d’argent. |
| Blason de Hautot-sur-Seine | Détails | Le statut officiel du blason reste à déterminer.                                                              |

## Pour approfondir